# Borja Mariño
Borja Mariño (Vigo, España, 1982) es un compositor, maestro repetidor, pianista y repertorista español especializado en la música orquestal, vocal, la ópera y la zarzuela.

## Biografía
Nace en Vigo, ciudad donde comienza sus estudios musicales. En el Conservatorio Superior de su ciudad obtiene los títulos superiores de Piano, Música de Cámara y Lenguaje Musical, para posteriormente trasladarse a Madrid donde estudia en el Real Conservatorio de Música de Madrid, sumando los títulos de Musicología y Composición. Entre sus maestros figuran Antón García Abril y Miquel Ortega, entre otros.
En el campo de la interpretación pianística se ha orientado hacia el acompañamiento vocal y la correpetición de ópera. Trabaja habitualmente en los principales teatros de España y en importantes festivales internacionales al lado de destacados solistas vocales y directores de orquesta.

## Canción de concierto
Como compositor destaca su importante corpus de canciones, fruto de esta conexión con los cantantes, muchas de ellas dedicadas a sus colegas de profesión y que éstos se han encargado de difundir por los escenarios internacionales. Las canciones de Borja Mariño han sonado en Inglaterra, Francia, Italia, EEUU, Cuba, Argentina, Uruguay, Brasil, etc. Entre sus primeros ciclos de éxito destacan las Cuatro canciones antiguas sobre textos sefardíes, estrenadas en el año 2000 y que, posteriormente orquestadas, presentó en 2013 en el Auditorio Nacional de Madrid con la voz de la soprano Saioa Hernández. Las colecciones de canciones abarcan idiomas como el inglés (Shakespeare, Wilde), francés (Baudelaire), portugués (Braga) y, por supuesto, el castellano, con atención a los grandes poetas como Antonio Machado, Federico García Lorca, Rafael Alberti, Juan Ramón Jiménez, José Hierro, la poesía femenina, autores contemporáneos extendiéndose hasta el siglo de Oro, como muestra su Monólogo de Segismundo de La vida es sueño de Calderón, para contratenor y cuarteto de cuerdas, compuesto para Franco Fagioli o Tres páginas de Fuenteovejuna sobre Lope de Vega, compuesto para la mezzosoprano Beatriz Lanza.

## Música instrumental, edición crítica y orquestaciones
El quinteto de viento sobre El principito ha tenido una gran difusión. Fue compuesto para el Quinteto Enara, que lo ha grabado e interpretado en diversos auditorios. Del mismo material se extrajo la Suite orquestal El principito en seis movimientos. Muchas de las canciones de Mariño también han sido orquestadas y presentadas en este formato. Además, ha trabajado como orquestador de partituras de otros compositores para diversas recuperaciones, destacando la opereta hispano-neoyorkina “The Land of Joy”, que se ofreció en el Teatro Campoamor de Oviedo. 
Como editor crítico para la editorial Tritó uno de los trabajos más destacados es la revisión que hace Mariño de la ópera Pepita Jiménez, de Isaac Albéniz, sobre la segunda versión de esta obra, que se estrenó en Praga en 1896. Esta revisión se representó primero en el Teatro Argentino de la Plata con montaje de Calixto Bieito y posteriormente se presentó en España en los Teatros del Canal en Madrid, en el año 2013[8]. También de Albéniz trabajó en la edición crítica de la obra The Magic Opal, que se llevó a los escenarios en el Auditorio Nacional de Madrid y más tarde al Teatro de la Zarzuela.
También se encargó de los arreglos, orquestaciones o autoría de las revisiones críticas de otras obras como:
- The Land of Joy,[6] de Joaquín Valverde para el Festival de Teatro Lírico de Oviedo en el Teatro Campoamor en 2022.
- María del Carmen, de Enrique Granados.
- The Republic of Love,[7] de Vicente Lleó, que se representó en Nueva Dheli.
- L'Heure Espagnole, de Maurice Ravel, en dónde se encarga de la adaptación para orquesta de cámara para la Ópera de Oviedo.

## Últimas creaciones
En los años marcados por las restricciones de la pandemia la actividad compositiva de Borja Mariño no se ha visto menguada, en 2021 se produjo el estreno del ciclo sobre Antonio Machado: Tres poemas de guerra y un sueño, a cargo de Gabriel Alonso y Duncan Gifford. La obra tuvo recorrido internacional llegando a Washington el año siguiente, a cargo de Gustavo Ahualli y el pianista Agustín Muriago. Este barítono ya había interpretado y grabado anteriormente Al Nane, y completó en estas fechas el depósito de la obra de Mariño en la biblioteca del Latin American Music Center de la Rome School of Music (CUA). Durante este año 2021 aparece también en CD Saudade, en la recopilación “Dous séculos de canción galega” con la voz de Gabriel Alonso y el piano de Aurelio Viribay, para GeBé Music. El álbum se presentará durante ese año en varios conciertos por la geografía española. 
El 2022 comienza con una nueva versión de El Principito a cargo de solistas de la Orquesta Filarmónica de Gran Canaria en el Auditorio Alfredo Kraus de Las Palmas. En el mes de abril se presenta un nuevo ciclo de canciones, Campanas de sol y aire, con textos de cuatro poetas sevillanos contemporáneos que colaboran mano a mano con el compositor y estarán presentes en el estreno en Sevilla; posteriormente se interpretarán en Madrid y Barcelona. En este último concierto, íntegramente dedicado a las canciones de Mariño y titulado Tres voces para un compositor, participan las sopranos Anna Belén Gómez, Carolina Moncada y María Miró. Esta última interpretará el ciclo del que es dedicataria: Versos de mujer, seis piezas sobre poesía femenina, con textos de Dulce María Loynaz, Josefina de la Torre, Dalia Alonso, Alfonsina Storni, Carmina Casala y Carmen Jodra. 
En el mes de junio, el Teatre Principal de Palma de Mallorca dedica una gala lírica destinada a presentar las Canciones para Emma, una colección sobre poemas de Alberti que nació con carácter benéfico y pretende ayudar a la investigación de una enfermedad rara (Síndrome de Angelman). La encargada de interpretarlas fue la soprano Marga Cloquell que ya había grabado las piezas bajo las órdenes de Miquel Brunet. Las canciones han sido interpretadas también por Jesús López, Juan de Dios Mateos y Naira Perdu en diversos festivales en los años recientes.
El 2022 incluye el encargo del Tríptico de Hierro para conmemorar el centenario de José Hierro. Las canciones fueron estrenadas por el barítono David Oller en un acto que organizó la Fundación que lleva el nombre del poeta. El año terminará con la presentación de una pieza sinfónica: Arlanzón, una comisión de la Orquesta de Burgos, que la estrenó en su Teatro Principal bajo la batuta de Pedro Bartolomé. 
En febrero del año 2023 se han presentado en el Auditorio Manuel de Falla de Granada varias canciones con orquesta de los ciclos Versos de mujer y Tríptico de Hierro. Los días 23 y 24 de marzo se desarrolló un taller (y varios conciertos) en el Conservatorio de Música de Salamanca con una treintena de alumnos de las especialidades de Canto y Piano (música de cámara) sobre las canciones de Borja Mariño. Ese mismo mes se presenta en Italia la habanera La grama triste, con texto de Antonio Gala, que interpreta en dos recitales el tenor Joan Lainez junto a la pianista María Victoria Cortés. La pieza había sido estrenada en Cuba por el tenor Alex Garbey.
En el mes de abril de 2023 se celebra una retrospectiva en la Ciudad de la Cultura de Santiago de Compostela con un programa íntegro de canciones que terminó con el estreno de la Cántiga sagrada, una puesta en música del único poema de Martín Códax del que no se conserva notación. A nivel internacional en el mes de mayo se presentaron dos canciones en Londres con la soprano Nadine Benjamin y el pianista Jan Rautio; dos piezas sobre textos de Shakespeare: Prayer for a goddess y Sonnet XVIII. 
Para la próxima temporada se han programado las versiones con orquesta de: el Tríptico de Hierro (Carlos Díez) y Canciones de Emma (Bernat Quetglas). Además, su música sonará en el Ambigú del Teatro de la Zarzuela (Sandra Ferrández) y estrenará un ciclo sobre Lorca en la Fundación Juan March que posteriormente viajará al Festival de Granada de la mano de la soprano Raquel Lojendio.

## Catálogo de obras
Su catálogo además de canciones incluye obras orquestales, música para teatro, electroacústica, obras para coro y música de cámara.

### Obras Orquestales y Canciones con orquesta
- Le Petit Prince (suite orquestal)
- Arlanzón (para orquesta clásica)
- Puñal de luz (orquesta de cuerdas)
- Cuatro canciones antiguas sobre textos sefardíes
- Tres páginas de Fuenteovejuna (Lope de Vega)
- Versos de mujer  (6 canciones sobre poesía femenina con textos de Dulce María Loynaz, Josefina de la Torre, Dalia Alonso, Alfonsina Storni, Carmina Casala y Carmen Jodra.)
- Canciones para Emma (Rafael Alberti)
- Tres poemas de guerra y un sueño (Antonio Machado)
- Campanas de sol y aire (Poetas sevillanos contemporáneos: Juan Lamillar, Lutgardo García Díaz, José María Jurado e Ignacio Trujillo)
- Tríptico de Hierro (3 canciones de barítono)

### Canciones con piano
- Tres canciones gallegas (Pura Vázquez, Manuel Cuña Novás, Mendinho)
- Cuatro canciones antiguas sobre textos sefardíes
- Soneto: Flor de amor (Oscar Wilde)
- Épigraphe (Baudelaire)
- Prayer for a goddess (Shakespeare)
- Sonnet XVIII: Shall I compare thee to a summer's day? (Shakespeare)
- Despedida para Ricardo (Carolina Coronado)
- Canción de amor para una dama de Rialto (Dalia Alonso)
- Al Nane, canción de ángel (Inés Durruti)
- Tres páginas de Fuenteovejuna (Lope de Vega)
- Versos de mujer (6 canciones sobre poesía femenina con textos de Dulce María Loynaz, Josefina de la Torre, Dalia Alonso, Alfonsina Storni, Carmina Casala y Carmen Jodra.)
- Canciones para Emma (Rafael Alberti)
- Sina de Porto (Celdo Braga)
- Tres poemas de guerra y un sueño (Antonio Machado)
- Quijotes (Miguel de Cervantes)
- Campanas de sol y aire(Poetas sevillanos contemporáneos: Juan Lamillar, Lutgardo García Díaz, José María Jurado e Ignacio Trujillo)
- Tríptico de Hierro (José Hierro)
- Tríptico plateresco (Juan Ramón Jiménez)
- La grama triste, Habanera (Antonio Gala)
- Cantiga sagrada, Cantiga VI (Martín Códax)

### Canciones con otros instrumentos
- Monólogo di Sigismondo (contratenor, cuerdas y continuo ad.lib. )
- No espazo (tenor y arpa con texto del poeta contemporáneo Caracol Parsimónico)
- Canço trista, sobre un poema de Apel.les Mestres (soprano, flauta y arpa)

### Música solista instrumental y de cámara
- El principito, un cuento chachi (quinteto de viento)
- Bosquejos líricos (cuarteto de cuerdas)
- No espazo do Caracol Parsimonico (flauta, violonchelo y arpa)
- Dúo Tres Danzas para Arpas
- Música en cuarentena (flauta y clarinete)
- Tarde de Choiva (pedales de violonchelo y looper)
- Praza d'Almeida (pedales para violonchelo y looper)
- Sonata para violín (violín y piano)